# Venus (drag queen)
Venus (también conocida como Venus Kunt y Venus Sherwood) es una artista drag canadiense y ganadora de la cuarta temporada de Canada's Drag Race.

## Carrera
Venus es una artista drag y animadora. Es miembro del grupo drag no binarie ENBY6, así como de la familia Gender Drag con su "madre drag" Kendall Gender, quien compitió en la segunda temporada de Canada's Drag Race. En 2017, Venus fue coanfitriona del Ball de Fetiches Militares de Sin City en Vancouver. Fue invitada en la gira God Is Wild de Tommy Genesis en 2019. En 2023, fue anfitriona y actuó con ENBY6 en el Happyland Festival junto con Pride.
Venus es la ganadora de la cuarta temporada de Canada's Drag Race. Comenzó a ver Drag Race en 2017, cuando trabajaba en una peluquería con la concursante Beth.

## Vida personal
Con residencia en Vancouver, Venus es una persona métis y dos espíritus del Río Rojo del Norte. Venus usa el pronombre «ella» en drag y no tiene pronombres de género preferidos fuera de drag.

## Filmografía

### Televisión
- Canada's Drag Race (4ª temporada) (Ganadora)

| Predecesora: Gisèle Lullaby | Ganadora de Canada's Drag Race 2023 | Sucesora: - |